# Maria Luisa Cicci
(Eugenio Comba)
Maria Luisa Cicci, detta anche Maria Luigia Cicci e nota come Erminia Tindaride e l'Incognita, (Pisa, 14 settembre 1760 – Pisa, 8 marzo 1794) è stata una poetessa italiana dallo stile anacreontico.
Non è rimasto quasi niente dei suoi scritti: chiese di darli alle fiamme poco prima di morire. Alcuni compagni della Colonia degli Arcadi Alfei le dedicarono delle poesie. Secondo Giovanni Domenico Anguillesi, che scrisse la sua biografia in Poesie di Maria Luisa Cicci tra gli Arcadi Erminia Tindaride, Maria Luisa Cicci fu una poetessa di grande talento letterario, paragonabile ad Antoinette Des Houlières, e Giovanni Rosini la indicò come il suo primo punto di riferimento per avvicinarsi alla poesia.

## Biografia

### Infanzia
Nacque a Pisa nel 1760. Suo padre era un nativo della città, Domenico Alessandro Cicci, dottore in legge e in lettere: la famiglia Cicci era originaria di Fucecchio e diede prova di avere origini pisane antecedenti l'anno 1319, ottenendo, nel gennaio del 1777, l'ascrizione alla nobiltà pisana. Sua madre, Maria Anna, nota perché figlia del Capitano Comandante dei Cavalleggieri di Rosignano Giovanni Gaetano Pagnini («Gio: Gaetano Pagnini», così letteralmente indicato), morì quando Maria Luisa aveva due anni.

### La formazione giovanile
All'età di otto anni Maria Luisa Cicci venne affidata, come era usanza, prima al Monastero di Santa Marta e poi al Monastero di San Bernardo, dove fu educata nel modo austero del tempo. Suo padre in particolare tentò di vietarne l'istruzione, poiché al tempo le donne erano considerate adatte alle sole faccende domestiche e «alla pratica delle virtù», ma nel monastero riuscì in ogni caso a conseguire un'educazione letteraria e a potersi dedicare alla scrittura di poesie, che iniziò a comporre all'età di dieci anni.
Uno dei suoi primi testi scritti in adolescenza fu Testamento.
All'età di quindici anni (quindici secondo Giovanni Domenico Anguillesi, diciotto secondo Giovan Battista Pasquali) tornò nella casa paterna dove diede libero sfogo alla sua creatività e al suo desiderio di studio delle materie letterarie. Studiò Dante Alighieri (della Divina Commedia imparò a memoria le parti più amate), Francesco Petrarca, Publio Virgilio Marone, Omero, Fulvio Testi e in particolare Gabriello Chiabrera e Carlo Innocenzo Frugoni. Quindi si avvicinò alla filosofia (studiando John Locke e Isaac Newton), alla letteratura inglese (John Milton, William Shakespeare), alla fisica, alla storia e allo studio delle lingue straniere (inglese e francese).

### Accademie letterarie
Entrò a far parte di diverse accademie letterarie.
Nel 1783 entrò nell'Accademia dell'Arcadia (di Roma), dove assunse il nome arcadico di Erminia Tindaride: nell'Eneide Erminio era un compagno di Enea, mentre Tindaride si traduce come figlia di Tindaro (quindi sorella di Elena di Troia, Tindaro era il re di Sparta). Gli arcadi pisani, tra cui Giovanni Domenico Anguillesi, si riunivano abitualmente presso la Colonia degli Arcadi Alfei di Pisa.
Nel 1786 entrò nell'Accademia degli Intronati di Siena, dove assunse il soprannome l’Incognita.
Fece parte anche dell'Accademia dei Polentofagi (o mangiatori di polenta), un circolo intellettuale ironico di Pisa composto da vari personaggi come Tito Manzi (giurista), Giovanni Domenico Anguillesi (l'amico di Maria Luisa giurista e letterato), Elena Mastiani Brunacci, Francesco Masi, Giovanni Salvatore de Coureil, Luigi Migliaresi, Giovanni Salvadore De Coureil (noto come traduttore di opere letterarie inglesi) e Ridolfo Castinelli, tutti amici come Maria Luisa di Domenico Luigi Batacchi (poeta doganiere), che ne scrisse il manifesto poetico e satirico: il gruppo si riuniva presso la casa del medico e letterato Francesco Masi e si opponeva allo stile accademico fine a se stesso; cercava un rapporto diretto con la vita e quindi un'espressione schietta in ambito letterario senza fronzoli. Poco dopo la morte di Maria Luisa il gruppo andò presto a scomparire.

### La sua popolarità in ambito letterario
Gli scritti di Maria Luisa Cicci, da lei stessa indicati come anacreontici, ottennero molto successo, e la sua fama crebbe con la sua recitazione degli stessi. Il fratello di Maria Luisa, Paolo Maria, la apprezzava notevolmente e, con la morte del padre, le diede maggiore supporto, aprendo la loro casa a chiunque desiderasse ascoltare le sue opere da lei recitate o anche solo conversare con lei. La loro casa divenne punto di riferimento per le persone «più ragguardevoli» di Pisa. Parlava di storia, poesia, letteratura, critica o, solo con le donne, di temi ritenuti un tempo unicamente adatti al genere femminile. Era apprezzata sia per le qualità artistiche che per il carattere umile rimasto nonostante la fama acquisita.
Continuò a vivere col fratello al fine di rimanere indipendente e rifiutò ogni proposta di matrimonio.

### I suoi ultimi giorni di vita
Poiché di «tenue costituzione», e probabilmente in seguito allo stress psicologico causato dalla morte di due sue carissime amiche, iniziò ad avvertire dei saltuari malesseri che raggiunsero l'apice con un fortissimo dolore al petto: nel giro di cinque giorni raggiunse la morte all'età di 34 anni.
«S'involò in tempo ai clamori e alle sozzure del secolo moribondo».

### Post mortem
Poco prima di morire fece distruggere tutti i suoi scritti, ma suo fratello fece stampare postuma una nuova raccolta delle sue poesie, con una biografia curata da Giovanni Domenico Anguillesi, che, probabilmente, era stato innamorato di lei.
I compagni poeti della Colonia degli Arcadi Alfei si trovarono a casa di Maria Luisa poco dopo la sua morte, e, al fine di onorare la sua memoria e consolare la sua famiglia, recitarono poesie scritte in suo ricordo, poi raccolte nel volume Poesie in morte della nobile signora Maria Luisa Cicci pisana detta in Arcadia Erminia Tindaride, fatto pubblicare dal fratello Paolo Maria Cicci.

## Pubblicazioni postume
- Poesie di Maria Luisa Cicci tra gli Arcadi Erminia Tindaride, con biografia dell'autrice a cura di Giovanni Domenico Anguillesi, Parma, Co' tipi bodoniani, 1796.

### Opere a lei dedicate
- Poesie in morte della nobile signora Maria Luisa Cicci pisana detta in Arcadia Erminia Tindaride, Pisa, Ranieri Prosperi, 1794.
Autori: Niccolò Siminetti detto Odisio Tebano, Libillo Lasonio, Ranieri Tempesti detto Alidauro Ninfeo, Damiro Cerintio, Fortunata Sulgher detta Temira Parasside, Bonamico Bonamici detto Nadasto Fegeo, Giovanni Domenico Anguillesi detto Aretalte Prienense, Donato Chiaromanni detto Mirto Crisséo, Alessandro del Conte detto Armonildo Abderitense, Pietro Bagnoli detto Doralbo Trezenio, Leopoldo Rossi detto Leucippo Erotimo, Damiro Cerintio, Filippo Cuccoli detto Cinisto Deomeneio, Giovanni Rosini e Maria Fortuna.
- Anacreontica, poesia di Maria Fortuna in Poesie di Maria Luisa Cicci tra gli Arcadi Erminia Tindaride, di Maria Luisa Cicci, Parma, Co' tipi bodoniani, 1796.
- L'amore a sentimento e Alla cetra di Erminia Tindaride. Sonetto, in Poesie, di Giovanni Domenico Anguillesi, Pisa, Dalla Nuova Tipografia, 1807.
- Il mio ritratto in Poesie in dialetto veneziano, di Francesco Gritti, Venezia, Missaglia Editore, 1824.